# .la
.la là tên miền Internet cấp quốc gia (CcTLD) của Lào.
Mặc dù tên miền .la được chính thức cấp cho quốc gia Lào, nhưng các tên miền phụ đã được chuyển giao cho một số tổ chức bên ngoài Lào.

## Lịch sử
LA Names Corporation, có trụ sở tại Guernsey, đã giành được quyền tiếp thị các đăng ký .la và họ đã sử dụng các dịch vụ đăng ký của Afilias và trước đây là các dịch vụ đăng ký của DreamHost. Tuy nhiên, DreamHost đã ngừng các dịch vụ đăng ký .la tính đến  tháng 5 năm 2006. LA Names và CentralNic, Ltd. đã hoàn tất việc chuyển tên miền .la sang hệ thống CentralNic năm 2007. Cabel Sasser của Panic đã tạo ra "Poopla" (xn--ls8h.la),  "Tên miền Emoji đầu tiên trên thế giới" vào ngày 13 tháng 4 năm 2011. Một công ty có trụ sở tại Hồng Kông có tên là Sterling Holdings ban đầu đã mua TLD từ Lào và tiếp thị nó tới người dùng ở Louisiana và Los Angeles.

## Sử dụng phổ biến
Tên miền này được các tổ chức tại tiểu bang Louisiana (có tên viết tắt bưu chính là LA) và thành phố Los Angeles sử dụng. Không có mối liên hệ chính thức hoặc không chính thức nào giữa tên miền .la và bất kỳ chính phủ nào tại Mỹ (xem .gov và .org). Tên miền này cũng được sử dụng hạn chế cho các doanh nghiệp ở Mỹ Latinh, chẳng hạn như trang web của Intel dành cho khu vực này.
Tên miền .la cũng được sử dụng để hack tên miền bằng tiếng Pháp và tiếng Trung. là có nghĩa là "ở đó" trong tiếng Pháp và tiếng Ý, và trong các ngôn ngữ Rôman khác; "啦" (bính âm: la) là một từ phương thức phổ biến ở cuối câu hoặc cụm từ trong tiếng Quan Thoại và tiếng Quảng Đông.
Công cụ rút gọn URL của Mozilla Foundation sử dụng nó với tên miền "mzl.la".
Tesla Motors sử dụng tên miền "ts.la" làm công cụ rút gọn và chuyển hướng.
Digikala, một công ty khởi nghiệp thương mại điện tử tại Iran và Trung Đông sử dụng tên miền "dgka.la" làm công cụ rút gọn.
Trung tâm thông tin mạng của .la hướng đến các trang có trụ sở tại Los Angeles.
Thư viện công cộng kỹ thuật số của Mỹ sử dụng dp.la.

## Tên miền tiếng Lào
Năm 2008, một đơn xin sơ bộ đã được nộp để mở tên miền quốc gia cấp cao nhất quốc tế .ລາວ (tên của Lào bằng chữ Lào). Năm 2019, tên miền cấp cao nhất này đã được chấp thuận. Các trang web sẽ có ở giai đoạn sau. Nó được dự định sử dụng với tên miền bằng chữ Lào.